# Положенцев, Михаил Иванович
Михаил Иванович Положенцев (19 марта 1928 — 23 января 2013) — советский инженер-строитель, один из руководителей советской власти г. Челябинска в 1980—1991 годах.

## Биография
В 1948 году окончил Курский строительный техникум и поступил в Харьковский инженерно-строительный институт. После его окончания института в 1953 году был направлен в Сатку (Челябинская область), где начал свой трудовой путь. На строительстве завода «Магнезит» был мастером, затем прорабом, старшим прорабом. В 1955—1956 годах секретарь комитета ВЛКСМ треста «Южуралметаллургстрой», в 1956—1964 годах прораб, начальник строительного управления треста «Магнитострой», секретарь парткома треста. В 1964 вернулся в Сатку и возглавил строительный трест «Южуралметаллургстрой». В 1969 году был переведён в Курган управляющим строительным трестом № 74. В 1974 переехал в Челябинск и был назначен заместителем начальника компании «Главюжуралстрой».
В 1980 году избран председателем Челябгорисполкома. В этой должности пробыл до 1984 года. Затем возглавлял отдел по делам строительства и архитектуры, а с 1988 года стал возглавлять управление архитектуры и градостроительства облисполкома. С 1991 года на пенсии.
Согласно энциклопедии «Челябинск», являлся депутатом Верховного Совета РСФСР (1980 год), однако в списке депутатов Верховного Совета РСФСР X созыва (1980—1985) он не значится. 

## Награды
Награждён двумя орденами Знак Почёта, медалями.